# Голдстайн, Адель
Адель Голдстайн (англ. Adele Goldstine, урожденная Кац, англ. Adele Katz, род. 21 декабря 1920 — ум. ноябрь 1964) — американская программистка, известная в числе прочего написанием первой компьютерной документации — полного руководства для первого электронно-цифрового компьютера ЭНИАК. Её работа внесла существенный вклад в превращение ЭНИАКа из машины, которую нужно было перепрограммировать каждый раз заново, в компьютер, способный выполнять любую операцию из заранее сохранённого набора из пятидесяти инструкций.

## Биография
Адель Кац родилась в Нью-Йорке 21 декабря 1920 года в еврейской семье. Она училась в средней школе при Хантерском колледже, затем и в самом колледже. По завершении бакалавриата поступила в Мичиганский университет, где получила степень магистра математики. Там она встретила Германа Голдстайна, военного, руководившего проектированием ЭНИАКа, и вышла за него замуж в 1941 году.
В военные и послевоенные годы Голдстайн активно участвовала как в программировании, так и в перепроектировании ЭНИАКа в сотрудничестве как с первой командой программистов, так и, например, с Джоном фон Нейманом (в Лос-Аламосской национальной лаборатории, где она формулировала задачи для решения на ЭНИАКе). В 1952 и 1959 у неё родились двое детей, в 1962 у Голдстайн нашли рак, от которого она и скончалась двумя годами позже.

## Работа над ЭНИАКом
Работая в Школе Мура учительницей математики, Голдстайн учила вычислителей выполнять ручной расчёт стрельбы по таблице траекторий. Её бывшие ученицы стали первыми программистками ЭНИАКа: Кей Макналти, Бетти Джин Дженнингс, Бетти Снайдер, Мэрлин Вескофф, Фран Билас и Рут Лихтерман. После того, как они научились «программировать» (переподсоединяя провода и проворачивая счётчики) ЭНИАК с помощью логических и электрических блок-схем, Голдстайн написала знаменитое руководство по использованию.
В 1946 году Голдстайн руководила перепроектированием ЭНИАКа для использования хранимых в памяти программ. Кроме неё в проекте участвовали Джин Бартик и Дик Клиппингер, а также Джон фон Нейман, которого наняли консультантом по выбору набора инструкций. «Программирование» новой машины всё ещё осуществлялось проводами, но вместо полного их переподключения достаточно было закодировать планируемые к выполнению команды в трёх таблицах функций, которые до того использовались только для хранения вспомогательных данных при расчёте траекторий. Позже Джин Бартик говорила, что ей довелось сотрудничать с тремя великолепными программистами: Адель Голдстайн, Бетти Холбертон и Арт Геринг. Кроме этого проекта, позже Бартик и Голдстайн программировали вместе с Авраамом Таубом из Принстона.